# Coriolanus (film)
Coriolanus is een Britse film uit 2011. Het is een adaptatie van Shakespeares tragedie Coriolanus. De film werd geregisseerd door Ralph Fiennes die ook de hoofdrol voor zijn rekening nam.  De film is het regiedebuut van Fiennes.
De opnames begonnen op 17 maart 2010 in de Servische hoofdstad Belgrado. John Logan en Ralph Fiennes herwerkten het stuk naar de huidige tijd en introduceerden ook het personage van Tamora, oorspronkelijk uit een van Shakespeares andere tragedies - Titus Andronicus, in Coriolanus als de verpersoonlijking van het volk. Deze rol wordt gespeeld door de Belgische actrice Lubna Azabal.
De film ging in première op het 61ste Internationaal filmfestival van Berlijn in februari 2011 en werd ook enkele weken later als openingsfilm vertoond tijdens het 39ste internationaal filmfestival van Belgrado, FEST11.

## Cast
- Ralph Fiennes als Coriolanus
- Gerard Butler als Tullus Aufidius
- Vanessa Redgrave als Volumnia
- Brian Cox als Menenius
- Jessica Chastain als Virgilia
- Dragan Mićanović als Titus
- Paul Jesson als Brutus
- James Nesbitt als Sicinius
- Ashraf Barhom als Cassius
- Lubna Azabal als Tamora
- Harry Fenn als de jonge Martius